# Hakuchō Masamune
Hakuchō Masamune (jap. 正宗 白鳥 Masamune Hakuchō; ur. 3 marca 1879, zm. 28 października 1962), właśc. Tadao Masamune (jap. 正宗 忠夫 Masamune Tadao) – japoński pisarz, dramaturg i krytyk literacki.
Pochodził z prefektury Okayama. Studiował historię i anglistykę na Tōkyō Senmon Gakkō (obecnie Uniwersytet Waseda). W trakcie studiów zaczął czytać Biblię i przeszedł na protestantyzm. W 1896 roku osiadł w Tokio, podejmując pracę w redakcji gazety Yomiuri Shimbun. Debiutował jako pisarz w 1904 roku powieścią Sekibaku (Samotność) i trzy lata później porzucił pracę w gazecie, by poświęcić się całkowicie twórczości literackiej. W następnych latach opublikował powieści: Jin’ai (Kurz, 1907), Doko-e (Dokąd, 1908), Bikō (Wątłe światło, 1910), Doroningyō (Gliniana lalka, 1911). Pisał także opowiadania (Shisha seisha, Umarli i żywi, 1916) i sztuki teatralne (Jinsei no kōfoku, 1924). Utrzymane w konwencji naturalistycznej utwory Masamune przeniknięte są pesymizmem i sceptycyzmem.
W 1935 roku wspólnie z Tōsonem Shimazakim i Shūseiem Tokudą założył japoński PEN Club, którego w latach 1943–1947 był prezesem. W 1950 roku został uhonorowany Orderem Kultury.